# Xavier Thames
Xavier Raynard Thames (Sacramento, 9 gennaio 1991) è un ex cestista statunitense.

## Carriera
Dopo tre stagioni con i San Diego State Aztecs (di cui l'ultima chiusa con oltre 17 punti di media a partita) viene scelto alla 59ª chiamata del Draft 2014 dai Toronto Raptors, il giorno stesso viene ceduto ai Brooklyn Nets in cambio di una somma di denaro. Successivamente va a giocare a Siviglia, in Spagna.

## Palmarès
- Campionato macedone: 1

MZT Skopje: 2016-17
- Campionato lettone: 1

VEF Rīga: 2019-20
- Alpe Adria Cup: 1

Körmend: 2018-19